# Městský stadion Zábřeh
Městský stadion Zábřeh – wielofunkcyjny stadion w Zábřehu, w Czechach. Został otwarty w 1960 roku. Może pomieścić 5000 widzów. Swoje spotkania rozgrywają na nim piłkarze klubu SK Sulko Zábřeh.
Nowy stadion w Zábřehu powstał dzięki rozwojowi w mieście lekkiej atletyki. Jego budowę ukończono w roku 1960. Miejscowy klub piłkarski (w 1960 roku nazwany TJ ČSAO Zábřeh; obecnie, od 2003 roku, jako SK Sulko Zábřeh) przeniósł się na nowy obiekt z boiska „Na Křtaltě”. W dniach 24–25 czerwca 1965 roku na stadionie odbyły się lekkoatletyczne Mistrzostwa Czechosłowacji. W latach 2018–2019 obiekt został zmodernizowany, m.in. zainstalowano na nim tartanową bieżnię lekkoatletyczną.